# Luzech
Luzech é uma comuna francesa na região administrativa de Occitânia, no departamento de Lot. Estende-se por uma área de 22,13 km². Em 2010 a comuna tinha 1 828 habitantes (densidade: 82,6 hab./km²).